# 대항해시대 외전
《대항해시대 외전》(大航海時代外伝, だいこうかいじだいがいでん)은 1997년에 코에이에서 발매한 비디오 게임이다. 대항해시대2에 기반을 두었으며, 선택할 수 있는 주인공은 2명으로 대항해시대2보다는 많이 줄어들었으나 시나리오에 더 충실해졌다.  배경음악은 대항해시대2에서 나오는 것들을 편곡하였으며, 조선소에서의 배경음악 등 신곡도 추가되었다.
대한민국에는 1998년에 수입되었다.

## 게임 방식
대항해시대2에 기반을 두고 있기 때문(대항해시대2 게임방식을 참조할 것.)에 기본적으로 방식은 같으나 몇몇 부분은 다음과 같이 변경되었다.
- 위도나 경도를 측정할 수 있는 기구가 육분의로 통일되었다.  또한, 주인공이나 부선장이 측량기술을 가질 경우 육분의를 가지고만 있어도 현재 위치를 알 수 있다.
- 첫 작위를 받기 위해 필요한 명성의 수치가 높아졌다.  또한 대항해시대2에서는 없었던 해적의 계급 체계가 이 게임에서는 새로 도입이 되었는데, 해적들의 계급 상승을 위해서는 상납금을 바쳐야 하며, 액수가 많을 수록 빨리 진급된다.
- 주인공만 사용할 수 있는 항목이 늘어났다.
- 대항해시대2에서는 측량과 지도제작, 포술만 습득이 가능했는데, 이 게임에서는 회계와 교섭까지도 습득이 가능하다.
- 수집가 및 발견물이 일부 수정되었다.
- 항해사들이 더 추가되었으며, 일부 항해사는 국적이나 소속이 대항해시대2와 다르다.
- 명나라때의 해금정책이 이 게임에 반영되었다.  대항해시대2에서는 중국의 항구인 자이톤, 마카오, 장안항에 자유롭게 들어갈 수 있으나 이 게임에서는 낮 시간에 중국의 항구에 기항할 때는 경비병들의 봉쇄로 인해 보급외에는 아무것도 할 수 없으며, 밤에 들어가야 한다.  또한 중국의 항구와 알제항에는 투자를 할 수 없다.
- 철갑선과 라레아르의 내파성이 상실되었다.
- 항해중에 괴물과의 이벤트가 삭제되었다.  또한 괴혈병 발생시 컨디션이 급격히 감소하게 된다.
- 대포에서 중캐논이 추가되었으며, 대항해시대2에서 운이 좋을 때 구입할 수 있었던 카로네이드는 살바도르로 진행할 때 이벤트에서만 구입할 수 있다.
- 일기토에서 공격과 완전 방어가 추가되었다.

다음은, 원래부터 그런 것인지 오류인지는 알 수 없다.
- 출항한 지 60일이 되지 않았는데도 괴혈병이 발생한다.

전작 2에서는 지중해 연안에서 50일째에도 괴혈병이 나타나지 않는 경우도 있다.
원칙적으로는 25일째 쥐떼가, 50일째 괴혈병이 발생하는데, 먼바다인가 항구가 가까운가에 따라서 조금씩 다르다.
- 일기토를 했을 때 공격과 방어의 궁합이 다르다.

## 등장 인물
이 게임에서는 2명의 주인공을 선택하여 진행한다. 또한 대항해시대2의 주인공들은 선택할 수 없다.

### 주인공
밀란다 베르테 (초심자용 캐릭터, 이탈리아)
이탈리아(제노바) 상인의 딸.  피에트로 콘티에게 청혼을 받은 것으로 착각하여 나중에 그를 찾으러 출항을 하게 된다.
살바도르 레이스 (중/상급자용 캐릭터, 해적)
해적왕 하이레딘 레이스의 아들. 라이벌로 여기는 조카가 이미 해적으로 인정 받은 것에 분개하여 자신도 바다로 나간다.

### 부관 및 고정적으로 등장하는 인물
토니오 롯시
밀란다의 소꿉친구로, 밀란다가 항해를 할 때 부관으로 활약한다.
호레스 데스탈데
살바도르의 부관으로 활약하는 알제 해적의 고참급에 속한다. 대항해시대 시리즈에서는 드문 아프리카계의 주요 등장인물이다.
리오노 아반추라
하이레딘의 명령으로 살바도르를 보좌하는 밝은 성격의 청년이다. 시나리오 중반에 헤어지게 된다.

### 기타
줄리아노 교수
대항해시대2에서는 나폴리항에서 측량을 가르치는 역할로 나왔으나 이 게임에서는 나폴리항의 수집가로 등장한다. 이 게임에서는 괴짜로 등장하며, 밀란다의 후원자가 되어 그녀에게 몇 번에 걸친 탐색을 의뢰한다.
피에트로 콘티
제노바의 상인이었으며 유명한 모험가. 몇 년전에 빚쟁이에 쫓기다가 밀란다의 집에 숨은 일이 있었는데 그 때 밀란다는 그가 자신에게 했던 말을 청혼으로 오해하게 되어 이후 출항을 하게 된다. 대항해시대2에서는 게임을 진행할 수 있는 주인공 중 하나이다.
카츄아파
신대륙 원주민의 딸. 밀란다와 함께 여행을 떠나나 항해사가 아니기 때문에 배를 취급할 수는 없다.
질 데 롤카
스페인의 콩키스타도르. 밀란다로 게임 진행을 할 경우 마지막에서 일기토를 벌이게 된다.
야곱 울웨이크
대항해시대2에서는 회계능력을 지닌 평범한 항해사였으나 이 게임에서는 약한 해적으로 등장한다.
레베카 가트랜드
현상금을 노리는 여자. 살바도르로 게임을 진행할 때 등장한다.
아이딘 레이스
하이레딘 레이스의 아우로 살바도르의 숙부이다. 대항해시대2에서는 플레이어를 괴롭히는 해적으로 등장했다.
조카 다 실바
하이레딘의 부하로 해적이다. 젊지만 두각을 나타내고 있다. 살바도르의 경쟁자이며 살바도르로 게임을 진행할 때 마지막 적수로도 등장한다.
가스팔 피렐
포르투갈 동방 함대의 중위. 태풍으로 함대가 전멸하여 가스팔만 일본에 표착하였으며 본국으로의 귀환을 목표로 하고 있다. 말을 많이 하는 성격이다. 당초에는 주인공 중 하나로 하려 했으나 기획단계에서 밀란다나 살바도르의 게임 진행에 등장하는 것으로 변경되었다.

## 같이 보기
- 대항해시대
- 대항해시대 등장인물
- 코에이